# なっきょん

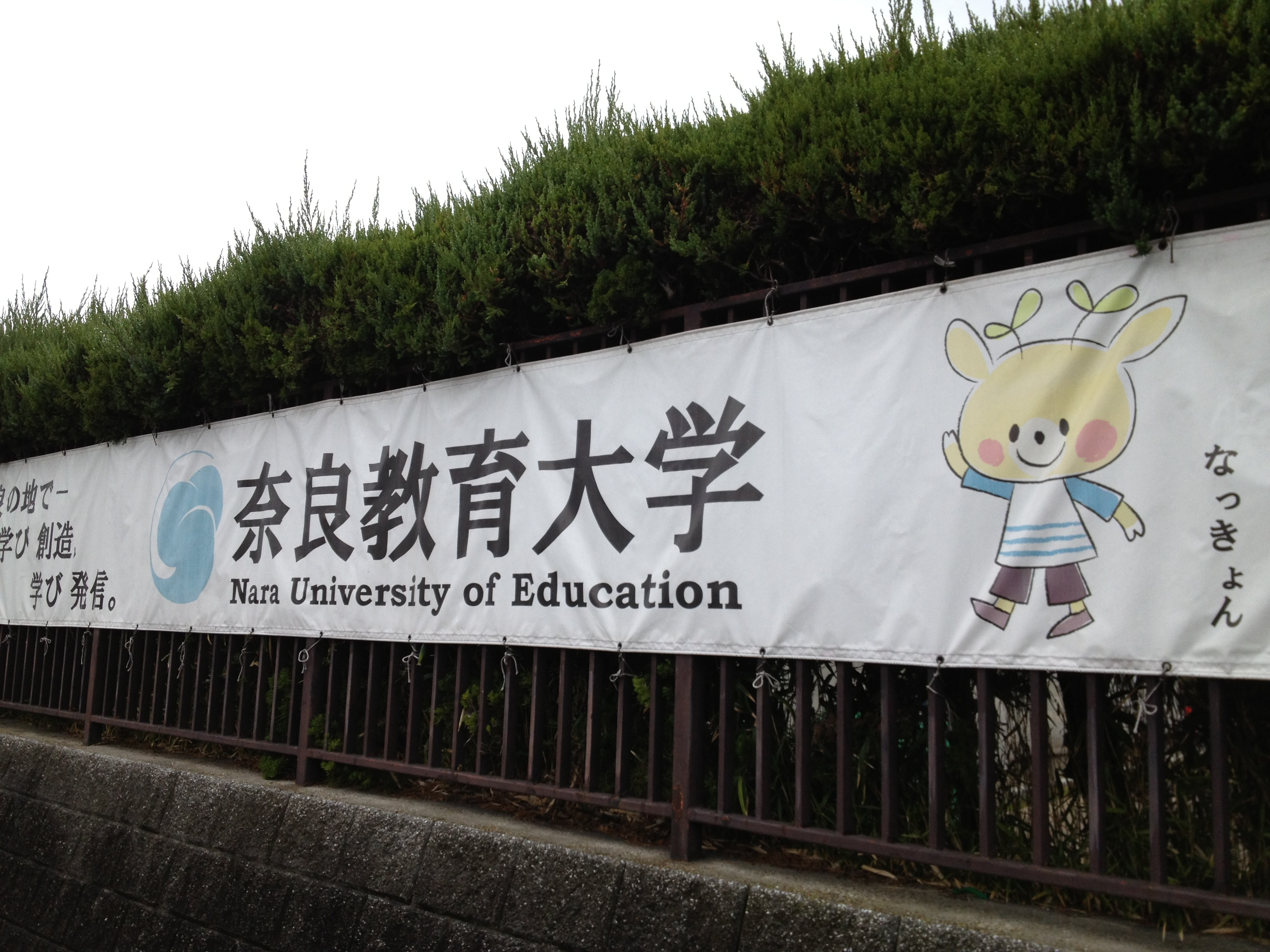
奈良教育大学の横断幕に描かれた「なっきょん」

なっきょんは、奈良教育大学のイメージキャラクターである。

## 概要
奈良のシンボルである、シカ（奈良の鹿）がモチーフ。大人でも子供でもなく、また性別もない。教育大学の「育つ・育てる」というイメージを、角の新芽（ふたば）に表現している。好物は鹿せんべい。
名称は、奈良教育大学の略称として親しまれている「奈教（なきょう）」に由来している。
なお、奈良教育大学附属幼保連携型認定こども園・奈良教育大学附属小学校・奈良教育大学附属中学校においても公式のキャラクターとして扱われている。

## 来歴
2008年、創立120周年を記念して奈良教育大学にふさわしい「イメージキャラクター」が募集され、審査後の10月1日に誕生。イメージキャラクター制作者は萩田菜穂子（平成19年度教育学部卒業生）、愛称“なっきょん”命名者は石川康恵（当時大学院生）・松原正之（当時教育学部生）・近藤花梨（当時教育学部生）である。

## グッズ
なっきょんのグッズとして、以下のものが奈良教育大学生活協同組合の店舗で販売されている。
- Tシャツ
- ぬいぐるみ
- ストラップ型ぬいぐるみ
- ハンドタオル
- ピンバッジ
- 携帯電話ストラップ
- クリアファイル
- マグカップ
- ペーパーウェイト
- ボールペン
- ブランケット

## その他
- 意匠使用には原則として申請が必要である[3]。
- 着ぐるみが制作され、貸し出しがおこなわれている[3][4]。
- なっきょんのスクリーンセーバーをダウンロードできる[5]。近鉄奈良駅から奈良教育大学までのバスルート沿線の観光地などが描かれている。